# 初戀怪獸
《初戀怪獸》，是日吉丸晃的日本漫畫作品。於講談社出版的雜誌《ARIA》2013年3月號開始連載中。單行本至2017年11月7日已出版9冊。2015年6月宣布改編電視動畫的消息。2016年11月4日開始於官方pixiv連載番外篇。舞臺劇預計於2017年3月出演。

## 故事簡介
被當成掌上明珠撫養的大小姐二階堂夏步在高中入學時決定離開家裡搬到位於東京的「華澄莊」展開獨居生活。夏步於搬家當天差點遭遇車禍時被高橋奏所救，並對他一見鍾情，但之後夏步才知道奏是小學生的事實。

## 登場角色
※電視動畫與廣播劇CD的聲優相同 。出演名單為舞臺劇。

### 華澄莊的住人
二階堂夏步（聲：堀江由衣／演：奧田心）
本作主人公。7號房住戶。高中1年級生。姬髮式的嬌小美少女。
出生於金澤北陸，由於是富裕大地主的老來得子，從小就被保護過度並從未被責罵，因而內向消極、缺乏交際信心，並常有自貶的思考方式，為了改變而在上高中時搬遷到東京都內的華澄莊展開獨居生活。在當天被奏從卡車前救下並訓斥一番後便一見鍾情，但詢問其名卻遭回絕，後來在華澄莊重逢，告白後開始交往，才得知奏其實是個小學生。雖然對其內外反差與年齡的不適切感到種種困惑，常因溝通不良產生問題，但仍被他的純真與率直吸引。
對於多賀排斥自己卻又若有所思的態度相當苦惱，並對其突然地接近有所動搖。
沒有千金小姐的傲氣，亦待人有禮。認為自家一大早就吃山珍海味的習慣是奇怪的，喜歡一般簡單的早餐，但對魚卵、鱈魚子等難以接受。小時候和朋友預定好的活動經常遭到單方面取消，導致對此事特別敏感並害怕寂寞。
變態角色投票第9名。
高橋奏（聲：櫻井孝宏／演：荒牧慶彥）
小學5年級生。華澄莊房東的獨生子。有著超齡的容貌與173公分的身高，但內在仍與年齡相同。總是穿著體育服。
救了差點被卡車撞上的夏步並訓斥她不要總是以貶低眼光看待自己。原本不打算告訴她名字，在華澄莊重逢並被告白後開始交往。
個性單純活潑，言行相當孩子氣，喜歡低級話題、好奇心強，有時也會作出不像孩子的發言。雖然尚不成熟但相當珍惜夏步，總是率直地傳達感情，承諾搖呼拉圈200下失敗即宣告分手、用口風琴彈奏自創的戀曲等等超乎想像的行動時常令她感到困惑。有時會因不懂事而令夏步受到傷害，但總會想辦法負起責任。似乎要開始煩惱於多賀與夏步急速接近而形成的三角關係。
於三年級失去母親後變得更難管教，秉持著許多母親從前教給他的理念，多半和男女交往有關。喜歡海苔，每天早上會連別人的份一起要去。對於「童貞」一詞感到好奇但有錯誤認知。除了數學外的科目都很差。其言行並不受班上女性歡迎，不過本人不以為意。雖然失去母親，但曾說過因為有大家在所以不會感到寂寞。
根據作者所言，連載開始時心目中奏的形象是大塚周夫。
人氣角色投票第2名。變態角色投票第10名。
篠原耕太（聲：岡本信彥／演：ゆうたろう）
1號房住戶。高中1年級生。夏步在華澄莊第一個遇到的同級生。
髮色為藍綠色（原作較接近藍色）。有著可愛的「美少女顏」，但因對此感到自卑而用前髮遮住臉，其實是氣質中性的柔弱美少年。有戴圍巾、將手縮在袖子內等習慣。
個性內向善良，弱氣、消極的廢柴兼童貞。飽受各持怪癖的住民（尤為多賀）與小學生們折磨的災難家，同時是個吐槽役，作為童貞的事亦常被調侃。在夏步身上感受到共鳴而暗戀著她，雖然對她和奏的交往關係大受打擊但仍選擇暗地支持，並在奏提出分手時為她求情。
因相貌及體型中性，原作與插圖中均可見女裝姿態（且大多露出眼睛）或擔當女性角色。本人對此相當排斥，卻常因情勢逼迫不得不做，最常見的即是被嵐強迫以蓮蓮的扮相參加攝影會的場合。女裝狀態為一男的初戀對象，並被奏等人起名「花子」，不過只有多賀、嵐與枕崎知道「她」就是耕太。因為顧慮一男的心情而隱瞞事實卻連帶枕崎捲入更深的誤會，這段插曲多於番外篇描述。
和夏步同樣不擅與人交際，原本封閉沉默的性格在來到華澄莊後漸漸變得能融入住民們，但基本上仍內向，並缺乏朋友。
老是被發現偷聽談話的慣犯。興趣是作詩及閱讀（詩集），作詩風格有如少女一般（作者曾於部落格提到「過去作的詩…」可見此設定很可能是由此而來）。運動能力差，在被多賀強制參加的賽跑中總是墊底，亦不會跳繩。因崇尚而收藏的肌肉書籍曾引發性向的誤會。很在意自己的成長比奏等人要遲緩，因此和一男同樣在泡水場合不肯主動脫衣。
原作中制服為學生服的設定在動畫中忽略掉了。
人氣角色投票第1名。變態角色投票第7名。
橫內千秋（聲：和井瑞希）
3號房住戶。高中2年級生。短髮，戴眼鏡的貧乳學姐。抖S毒舌冷酷女，有時也會顯露傲嬌本性。
嵐的女友，接受了嵐喜歡偽娘的本性，但仍受不了他一天打90通電話、太過肉麻的行為，並要求最多5次。
對於戀愛相關的事情異常敏銳（認為只要長得帥什麼都不是問題），在一開始對夏步隱瞞並阻止耕太洩漏奏是小學生一事，覺得兩人的感情發展相當有趣而支持他們。有時也會給夏步意見。
在華澄莊裡和真冬是拌嘴的關係，亦經常嘲弄耕太。被蓮蓮誤以為是叫作「嵐」的女裝男子並喜歡上了，不過本人尚未知情。
變態角色投票第15名。
長澤嵐（聲：津田健次郎／演：田中涼星）
4號房住戶。情報工學研究生。金髮、外表帥氣，但其實是喜歡公仔、美少女與偽娘的御宅族。千秋的男友。
平時性格和善，喜歡照顧人，偶爾會聽取夏步的煩惱，但面對偶像蓮蓮時則會變態本性大發。同時是個抖M，對於千秋和多賀的鄙視眼神是求之不得。
興趣是拍攝偽娘與公仔，會定期進行公仔攝影會，房間內有許多蓮蓮的周邊商品。有時會要求耕太穿上女裝。後來也對小一之類的正太產生興趣。
當初為了照顧千秋而說服雙親獨自在外生活，並喜歡她到了一天要打90通電話的地步，卻秉持「雖然最愛的人是千秋、但只能對偽娘產生情慾」的自我主張，因此還是童貞。
人氣角色投票第8名。變態角色投票第3名。
多賀敦史（聲：石川界人／演：小野健斗）
5號房住戶。大學1年級生。經濟學系。
性格成熟冷酷。厭女，喜歡玩弄人的抖S鬼畜眼鏡。對外人作出和善的表象，實則性格惡劣。
在和奏差不多年紀時失去母親，因此把奏和自己給重疊，當作弟弟般寵溺。相對地在夏步身上看到以前討厭的女性的影子，對她態度惡劣並處處刁難，認為自己比她更能照顧好奏，其實是在意而無法放下。目前和兩人形成了三角關係。
經常戲弄耕太，把他當作奴隸使喚，並稱他是「童貞之王」。會對涉世未深的小學生們吹噓，如告訴他們保有童貞便能成為魔法使的傳說。此外，是作品中少數的非童貞。
認為華澄莊是個變態集散地，對周遭大部分人持鄙視態度，並稱其為屑渣女/混蛋童貞/下流執事（夏步/耕太/枕崎）。
人氣角色投票第4名。變態角色投票第8名。
林真冬（聲：茅野愛衣）
6號房住戶。高中2年級生。巨乳美少女。
我行我素，帶有腹黑的雙重性格。因缺乏父愛而產生對中年男子的情結。單戀修吾並異常執著，有偷聞其衣服味道或穿上的變態行為（動畫版中會吃內褲），甚至試圖操控其意識舉行婚禮但宣告失敗。
認為無論任何關於喜歡的人的事物都能追求，包含使用過的物品，但不能偷看代表內心的日記。
自薦擔任奏的家庭教師。在聞衣服時被夏步發現後就對她不太友善。和千秋是拌嘴的關係。平時的美少女容貌其實是靠化妝來的。
註：在TV原創第4話中，其腹黑特徵比原作更加極端地被描寫，並加入惡搞元素（新世紀福音戰士中初號機吃使徒的畫面）。
變態角色投票第2名。
高橋修吾（聲：武內駿輔／演：鄉本直也）
華澄莊的房東。奏的父親。兩年前妻子過世後獨自撫養奏。
待人親切，負責住民們的伙食等生活所需，同時瞭解每人的情形與背景，但對於奏與夏步正在交往不知情。
事實上明白真冬對自己的心意，但瞭解原因而不接受她。堅決一生只愛死去的妻子。
人氣角色投票第12名。變態角色投票第14名。

### 竹小學校5年1班
三宮銀次郎（聲：杉田智和／演：神里優希）
奏的朋友，從小學入學時就一直很要好。跟奏一樣有著不像小學生的容貌。通稱「銀」。戴著眼鏡，穿著吊帶褲和繫領結。內在和年齡相同。
喜歡閱讀超自然雜誌，對外星人很感興趣，但怕鬼。將來的夢想是繼承家裡的婦產科並進入NASA。父親為婦產科院長，家中有許多女裝男護士。成績優秀但腦筋單純，看上去總是一本正經卻經常說出驚人的臺詞，是小學生中說最多次低級詞彙的人而毫無自覺。
人氣角色投票第6名。變態角色投票第4名。
金子十六（聲：森久保祥太郎／演：佐川大樹）
奏的朋友，從小學入學時就一直很要好。跟奏一樣有著不像小學生的容貌。通稱「湯姆」，日文發音和十六相同。內在和年齡相同。
以飛機頭和特攻服為特徵的不良系小學生。個性輕浮開朗。家庭是22人大家族，其生活記錄片會在名為「Big Mommy」的節目中播出。
人氣角色投票第7名。變態角色投票第11名。
註：於作者的惡搞作「月刊一回only」當中有亮相，本人亦在推特上表明是最喜歡的角色。
野口一男（聲：村瀨步／演：シェーン）
奏、銀次郎、十六的朋友，財閥貴公子。通稱小一。四人組中唯一外表與年齡相稱的人。個性冷靜紳士、最為成熟，頭腦清晰，並且擔任班長。在班上和被當作怪人看待的其他三人不同，相當受女生歡迎。
一開始直接表現出反對奏和夏步交往的態度，認為小學生不需要戀愛。後來對男扮女裝的耕太一見鍾情後了解了兩人的感情，並在沒有認出他的情況下把他當作初戀。拿到他的詩集後擅自開始了交換日記。
人氣角色投票第5名。變態角色投票第12名。
深谷雪（聲：野水伊織）
奏的同班同學。文靜的眼鏡女孩。外貌協會。暗戀奏並將情書塞在抽屜卻被奏公開念出來了。曾經被夏步以為是奏日記中提到的「貞子」。
山口・R・茂（聲：前野智昭）
奏的級任導師。29歲。平時頭部套著紙箱，是熱情教育分子兼虔誠基督徒，拿下紙箱後性情狂野。與大谷是大學同學。在13話OVA中登場。

### 其他角色
高橋讓二（聲：鈴村健一）
小學6年級生，和奏一樣有著不像小學生的外表。奏住在大阪的堂哥，自稱「大阪極速飛車」。別稱「喬治」，與讓二發音相同。
黑髮、皮膚黝黑。時常戴著蛙鏡。口操關西腔，個性輕浮奔放。內在與年齡相同。因為被母親沒收遊戲卡離家出走，在澡堂與奏等人相遇，並強行牽扯進奏和夏步的關係。後來喜歡上30歲的女性，並開始了形象改造。
人氣角色投票第11名。變態角色投票第13名。
二階堂大谷（聲：綠川光／演：星乃勇太）
夏步的親哥哥。29歲。繫著馬尾，時常戴面具。平時在美國從事與人偶相關的工作。重度妹控，有收集任何其使用過物品的行為（如吃剩的食物殘渣、泡過的洗澡水與掉落的毛髮等），甚至會擅自把手機解鎖回訊息。反對夏步與奏交往。和茂是大學同學。目前為了照護夏步暫居在華澄莊。
人氣角色投票第10名。變態角色投票第1名。
枕崎宗光（聲：江口拓也）
野口家的管家。對一男有著異常執著，總是偷拍各種照片並記錄其生活點滴。少數知道花子真實身分的人。
人氣角色投票第9名。變態角色投票第5名。
蓮蓮（聲：蒼井翔太）
嵐喜歡的偽娘偶像。貓耳女裝造型。與故事主線的關聯性較小，而像是該作吉祥物的存在。本名「田中建」，平時以偶像身分活動，私下則在越前魚市場打工。有一名弟弟邦衛。
在卡車前被嵐救下後對千秋一見鍾情，卻誤會她叫作「嵐」並以為她是男扮女裝而且喜歡偽娘。
人氣角色投票第3名。變態角色投票第6名。
中村結花（聲：川端しおり）
奏的同班同學。
相澤禮亞（聲：山本亞衣）
奏的同班同學。
金子十五華（聲：松岡禎丞）
湯姆的哥哥。看起來比湯姆年幼。遺傳到父親一板一眼的性格。在13話OVA中登場。
金子七三子（聲：雪野五月）
湯姆的母親。飆車族。其身為警察的丈夫（即湯姆父親）早逝。在13話OVA中登場。
田中邦衛
蓮蓮的弟弟。留著一頭金色長髮。個性自我封閉。動畫版僅在片尾曲中登場。
高橋名人
讓二的哥哥。高三。
蟹子
奏從水產店買回來的雌螃蟹。最後被煮來吃了。
貞子（聲：茅野愛衣）
奏在日記中提到、造成夏步誤會的名字，實際上並不是人面犬，而且是公的。被多賀呼作「醜八怪狗」。

## 出版書籍
單行本皆分為「通常版」與「特裝版」同步發行（日本地區）。2卷無特裝版。1卷特裝版於2016年6月為紀念動畫化發行。
1、3～6卷特裝版為廣播劇CD。7卷附贈品。8卷收錄第13話OAD（動畫版之後續）。
| 冊數 | 講談社                     | 講談社                                                  | 尖端出版       | 尖端出版               |
| 冊數 | 發售日期                   | ISBN                                                    | 發售日期       | EAN / ISBN             |
| ---- | -------------------------- | ------------------------------------------------------- | -------------- | ---------------------- |
| 1    | 2013年7月5日 2016年6月13日 | ISBN 978-4-06-380638-0 ISBN 978-4-06-358832-3（特裝版） | 2014年10月3日  | EAN 471-7702-26318-8   |
| 2    | 2014年1月7日               | ISBN 978-4-06-380666-3                                  | 2014年12月18日 | EAN 471-7702-26388-1   |
| 3    | 2014年7月7日               | ISBN 978-4-06-380699-1 ISBN 978-4-06-358498-1（特裝版） | 2015年2月4日   | EAN 471-7702-26514-4   |
| 4    | 2015年1月7日               | ISBN 978-4-06-380738-7 ISBN 978-4-06-358748-7（特裝版） | 2015年6月3日   | EAN 471-7702-26675-2   |
| 5    | 2015年7月7日               | ISBN 978-4-06-380781-3 ISBN 978-4-06-358777-7（特裝版） | 2015年10月28日 | ISBN 978-957-10-6217-4 |
| 6    | 2016年5月13日              | ISBN 978-4-06-380824-7 ISBN 978-4-06-358815-6（特裝版） | 2016年7月18日  | ISBN 978-957-10-6824-4 |
| 7    | 2016年7月22日              | ISBN 978-4-06-380862-9 ISBN 978-4-06-358833-0（特裝版） | 2016年10月28日 | ISBN 978-957-10-6989-0 |
| 8    | 2017年2月7日               | ISBN 978-4-06-380908-4 ISBN 978-4-06-397019-7（特裝版） |                |                        |

小說
著者：篠原まこと / 插畫、原作：日吉丸晃
| 冊數 | 講談社       | 講談社                 |
| 冊數 | 發售日期     | ISBN                   |
| ---- | ------------ | ---------------------- |
| 全   | 2017年3月2日 | ISBN 978-4-06-393156-3 |

## 廣播劇CD
收錄於單行本特裝版，發行日同通常版。以下條目依發行日排序。

### 3卷
※2014年7月7日發行。為特裝版第一彈。
- [第1話] 花子救出大作戦！
- [第2話] 劇団★高橋
- [第3話] こぼれたミルク
- フリートーク

### 4卷
※2015年1月7日發行。
- [第1話] 長澤嵐と賢者の電話
- [第2話] 多賀敦史と童貞の騎士団
- [第3話] 篠原耕太と秘密の本棚
- フリートーク

### 限定盤
※2015年2月25日發行。

#### ［Disc1］
- 第1話 「出会い」
- インタビュー 「二階堂夏歩と高橋 奏が付き合っていることについてどう思いますか？」
- 第2話 「二階堂夏歩と生きる秘宝」
- 第3話 「高橋奏と手作りカバンの病人」
- ミニドラマ 「三宮銀次郎と炎上の帰りの会」

#### ［Disc2］
- ミニドラマ 「金子十六とマゾのプリンス」
- キャストトーク

### 5卷
※2015年7月7日發行。
- [第1話] 5年1組 生き物係 金子十六
- [第2話] 5年1組 保健係（希望） 三宮銀次郎
- フリートーク

### 6卷
※2016年5月13日發行。
- [第1話] 予習·復讐·カレー臭
- [第2話] 自信·雷·火事·勇気！
- フリートーク

### 1卷
※2016年6月13日發行。收錄3～5卷第1話之合輯。
- 第3巻特装版ドラマCD[第1話] 花子救出大作戦！
- 第4巻特装版ドラマCD[第1話] 長澤嵐と賢者の電話
- 第5巻特装版ドラマCD[第1話] 5年1組　生き物係 金子十六
- 録り下ろしフリートーク

## 電視動畫
於2016年7月開始播放。由大塚明夫擔任旁白。

### 製作人員
- 原作：日吉丸晃（日语：日吉丸晃）
- 監督：稻垣隆行[7]。
- 角色設計：岡真里子
- 系列構成：金杉弘子（日语：金杉弘子）
- 劇本：大場小百合（日语：大場小ゆり）、青島崇、赤尾でこ
- 美術監督：三宅昌和
- 美術設定：佐南友理
- 色彩設定：吉田沙織
- 攝影監督：酒井淳子
- 剪輯：松原理惠
- 音響製作：DAX Production
- 音樂：坂部剛
- 動畫製作：STUDIO DEEN
- 製作：竹小學校PTA

### 主題曲
片頭曲
作詞：岩城由美，作曲：東大路憲太，編曲：堤博明，主唱：蒼井翔太
片尾曲
（第1話－第10話）
作詞：日吉丸晃，作曲、編曲：坂部剛，主唱：蓮蓮（蒼井翔太）
「竹小學校校歌」（第11話）
作詞：日吉丸晃，作曲、編曲：坂部剛，主唱：竹小學校合唱団

### 各話列表
| 話數   | 日文標題 | 中文標題                   | 劇本                | 分鏡     | 演出            | 作畫監督                                 |
| ------ | -------- | -------------------------- | ------------------- | -------- | --------------- | ---------------------------------------- |
| 第1話  |          | 我是小學生，你打算怎麼辦？ | 金杉弘子            | 稻垣隆行 | 牧野友映        | 石井明治、森本浩文                       |
| 第2話  |          | 啊，華澄莊                 | 金杉弘子 大場小百合 | 小寺勝之 | 葛谷直行        | 原田峰文、大谷道子                       |
| 第3話  |          | 第一次的♥                  | 大場小百合          | 喜多谷充 | 村田尚樹        | 淺井昭仁、                               |
| 第4話  |          | 被盯上的內褲               | 青島崇              | 金崎貴臣 | 伊藤史夫        | 赤尾良太                                 |
| 第5話  |          | 對了，我們去澡堂吧         |                     | 小寺勝之 | 葛谷直行        | 原田峰文、大谷道子                       |
| 第6話  |          | 呼啦呼啦轉起呼啦圈         | 大場小百合          | 齊藤哲人 | 久保太郎        | 石井明治、森本浩文                       |
| 第7話  |          | 想要傳達的心意（在廁所裡） | 青島崇              | 今千秋   | 吉田俊司 徐惠真 | 松尾亞希子、 淺井昭人                    |
| 第8話  |          | 奏的電話諮詢室             |                     | 小寺勝之 | 村田尚樹        | 石川洋一、                               |
| 第9話  |          | 靜悄悄的小情歌             | 大場小百合          | 喜多谷充 | 松村樹里亞      | 原田峰文、大谷道子                       |
| 第10話 |          | 偶爾來點正經的戀愛喜劇吧   | 青島崇              | 稻垣隆行 | 久保太郎        | 河南正昭、森本浩文                       |
| 第11話 |          | 不許看！奏的秘密日記       | 大場小百合          | 木村延景 | 木村延景        | 淺井昭人、                               |
| 第12話 |          | 異性戀與性變態             |                     | 稻垣隆行 | 牧野友映        | 木村友美、石川洋一 淺井昭人、 、簾畑由實 |

### 播放單位
日本深夜動畫：下文記載的日本国内播放時間使用日本標準時間（UTC+9）表示。因為部分時間标识會採用30小时制，因此請留意这类超过24:00的时间，其實際播放時間為翌日清晨。
| 播放期間                                                                    | 播放時間（UTC+9）  | 播放電視台 | 播放地區 | 備註                             |
| --------------------------------------------------------------------------- | ------------------ | ---------- | -------- | -------------------------------- |
| 2016年7月2日 - 9月17日 -                                                    | 週六 23:00 - 23:30 | AT-X       | 日本全域 | 製作委員会参加/CS放送/有重播時段 |
|                                                                             | 週六 25:00 - 25:30 | TOKYO MX   | 東京都   |                                  |
|                                                                             | 週六 23:30 - 24:00 | KBS京都    | 京都府   |                                  |
| 2016年7月5日 - 9月20日                                                      | 週一 24:00 - 24:30 | SUN電視台  | 兵庫縣   |                                  |
| 2016年7月8日 - 9月23日                                                      | 週五 23:00 - 23:30 | BS11       | 日本全域 | BS放送/『ANIME+』節目            |
| . 動畫官網. 2016-06-04 [2016-06-04]. （原始内容存档于2016-05-27） （日语）. |                    |            |          |                                  |

| 播放地區 | 播放電視台 | 播放日期               | 當地播放時間            | 所屬聯播網  | 備註             |
| -------- | ---------- | ---------------------- | ----------------------- | ----------- | ---------------- |
| 香港     | Animax     | 2017年2月8日－2月23日  | 星期三至四 20:00－21:00 |             | UTC+8 有重播時段 |
| 臺灣     | Animax     | 2017年2月20日 – 3月3日 | 每天 22:30－23:00       | 有線電視    | UTC+8 有重播時段 |
| 臺灣     | Animax HD  | 2017年6月11日－6月22日 | 每天 21:30－22:00       | 中華電信MOD | UTC+8 有重播時段 |

| 刊登日期                | 刊登時間      | 刊登網站          | 備註             |
| ----------------------- | ------------- | ----------------- | ---------------- |
| 2016年7月3日 - 9月18日  | 週日12:00更新 | QTV、樂天SHOWTIME |                  |
| 2016年7月3日 - 9月18日  | 週日12:00更新 | GYAO!             | 最新一集限定免費 |
| 2016年7月3日 - 9月18日  | 週日12:00更新 | GYAO! Store       |                  |
| 2016年7月3日 - 9月18日  | 週日12:00更新 | DOCOMO動畫商城    |                  |
| 2016年7月4日 - 9月19日  | 週一12:00更新 | 光明電視台        |                  |
| 2016年7月8日 - 9月23日  | 週五12:00更新 | TSUTAYA TV        |                  |
| 2016年7月10日 - 9月25日 | 週日12:00更新 | dTV、GEO頻道      |                  |

### BD / DVD
| 卷數 | 發行日期       | 收錄話數        | 產品編號   | 產品編號   |
| 卷數 | 發行日期       | 收錄話數        | BD初回版   | DVD初回版  |
| ---- | -------------- | --------------- | ---------- | ---------- |
| 1    | 2016年9月21日  | 第1話 - 第2話   | KIXA-90671 | KIBA-92284 |
| 2    | 2016年10月26日 | 第3話 - 第4話   | KIXA-90672 | KIBA-92285 |
| 3    | 2016年11月23日 | 第5話 - 第6話   | KIXA-90673 | KIBA-92286 |
| 4    | 2016年12月21日 | 第7話 - 第8話   | KIXA-90674 | KIBA-92287 |
| 5    | 2017年1月25日  | 第9話 - 第10話  | KIXA-90675 | KIBA-92288 |
| 6    | 2017年2月22日  | 第11話 - 第12話 | KIXA-90676 | KIBA-92289 |

## 延伸作品

### 遊戲


由TIDA-WORKS開發之角色攻略app。2016年7月29日發行。以IOS/Android系統為平台。

### 網路廣播


2016年6月22日宣布放送消息。自2016年7月1日至10月14日間由第0回起每週五更新。由蒼井翔太（蓮蓮）擔任主持，並邀請聲優作為來賓。
- 第1、2回：櫻井孝宏（高橋奏）
- 第4回：岡本信彥（篠原耕太）
- 第5、6回：武内駿輔（高橋修吾）
- 第7回：石川界人（多賀敦史）
- 第10回：杉田智和（三宮銀次郎）
- 第12回：森久保祥太郎（金子十六）
- 第13回：綠川光（二階堂大谷）
- 第14回：村瀨歩（野口一男）

## 舞台劇
同名改編之舞臺劇，於2017年3月在品川王子大飯店Club eX預定出演。由川尻惠太擔綱腳本及演出、荒牧慶彥與奧田心主役。本作為荒牧首次主演舞臺劇。

## 外部連結
- 初戀怪獸講談社特設網站（页面存档备份，存于）（日語）
- 初戀怪獸電視動畫官方網站（页面存档备份，存于）（日語）
- 初戀怪獸舞臺劇官方網站（页面存档备份，存于）（日語）
- 日吉丸晃的X（前Twitter）（日語）
- 初戀怪獸 原作&動畫的X（前Twitter）（日語）
- 初戀怪獸 app的X（前Twitter）（日語）
- 初戀怪獸 舞臺劇的X（前Twitter）（日語）

| BS11 週五 23:00 - 23:30節目（ANIME+） | BS11 週五 23:00 - 23:30節目（ANIME+） | BS11 週五 23:00 - 23:30節目（ANIME+） |
| ------------------------------------- | ------------------------------------- | ------------------------------------- |
|                                       | 初戀怪獸 （2016年7月8日 - 9月23日）   |                                       |
| 忍者殺手 動畫 特別剪輯版              |                                       |                                       |

| Animax 星期三至四 20:00－21:00節目 | Animax 星期三至四 20:00－21:00節目  | Animax 星期三至四 20:00－21:00節目 |
| ---------------------------------- | ----------------------------------- | ---------------------------------- |
|                                    | 初戀怪獸 （2017年2月8日 – 2月23日） |                                    |
| 半田君傳說                         | 少女編號                            |                                    |

| Animax 每天 22:30－23:00節目        | Animax 每天 22:30－23:00節目         | Animax 每天 22:30－23:00節目 |
| ----------------------------------- | ------------------------------------ | ---------------------------- |
|                                     | 初戀怪獸 （2017年2月20日 – 3月3日）  |                              |
| 槍彈辯駁3 －The End of 希望峰學園－ | 亂馬½ 重播（22:00－23:00）           |                              |
| Animax HD 每天21:30－22:00節目      |                                      |                              |
| 只有神知道的世界 女神篇 重播        | 初戀怪獸 （2017年6月11日 – 6月22日） | 驚鴻騎士傑克斯               |